# 케와
케와속(kewa)은 8종으로 구성된 속씨식물문 진정쌍떡잎식물강 석죽목 케와과에 속한 속이다. 이 속에 속하는 식물들은 다육질의 아목질 식물로, 동아프리카와 남아프리카, 세인트헬레나, 마다가스카르가 원산지이다. 작은 관목이나 초본으로, 쿠션 모양을 형성하며 산미가 있는 식용 가능한 잎을 가지고 있다. 케와속은 케와과에 속하는 유일한 속이다.
과거에는 이 종들이 석류풀과의 하이퍼텔리스속에 포함되었으나, 분자 연구 결과 대부분의 종이 이 속에 속하지 않으며 오히려 석류풀과와는 먼 친척관계인 것으로 밝혀졌다. 이들은 번행초과, 기세키아과, 바르베우이아과를 포함하는 분계군에 속하는 것으로 나타났다. 오직 모식종인 하이퍼텔리스 스페르굴라케아만이 석류풀과에 남게 되었고, 나머지 모든 종은 케와속으로 이전되었다. 케와라는 이름은 왕립 큐 식물원이 위치한 큐에서 따왔다.

## 종
2014년에 하이퍼텔리스속에서 케와속으로 이전된 종들은 다음과 같다.
- 케와 아시다 - 세인트헬레나
- 케와 앙그라에-페퀘나에 - 나미비아, 남아프리카공화국
- 케와 아레니콜라 - 남아프리카공화국
- 케와 보우케리아나 - 에티오피아, 케냐, 탄자니아, 모잠비크, 짐바브웨, 보츠와나, 나미비아, 남아프리카공화국
- 케와 카에스피토사 - 나미비아, 남아프리카공화국
- 케와 살솔로이데스 - 모잠비크, 앙골라, 나미비아, 남아프리카공화국
- 케와 수프루티코사 - 마다가스카르
- 케와 트라키스페르마 - 남아프리카공화국

## 재배
케와속 식물들은 다년생이지만 비교적 수명이 짧다. 이 식물들은 종자로 쉽게 번식할 수 있으며, 가죽질의 잎과 많은 별 모양의 흰 꽃을 가진 매력적인 쿠션 형태의 관목으로 자란다.